# Елизабет Холмс
Елизабет Ен Холмс (енгл. Elizabeth Anne Holmes; Вашингтон, 3. фебруар 1984) америчка је предузетница, позната као оснивачица и главна извршна директорка компаније Теранос (енгл. Theranos).
Теранос је био медицински старт-ап који је тврдио да је развио технологију која ће донети револуцију у области претрага крви. Компанија је тврдила да ће, захваљујући овој технологији, претраге крви бити брже и ефикасније. За разлику од класичних претрага крви које су захтевале вађење неколико ампула крви из вене, Тераносов уређај „Едисон” је, како се тада тврдило, захтевао само малу количину крви из јагодице прста , са којом је могао направити 70 различитих претрага и открити 10 различитих болести.
Захваљујући револуционарном потенцијалу ове технологије, Теранос је привукао велики број инвестиција као и подршку утицајних личности као што су Џорџ Шулц, Хенри Кисинџер, Џејмс Матис и Бетси Девос. Вредност компаније је 2014. процењена на 9 милијарди долара. Исте године је часопис Форбс прогласио Елизабет Холмс најмлађом милијардерком.
Пад Холмсове и њене компаније почео је 2015. када је Управа за храну и лекове почела истрагу око неправилности у тестирању патента. Новинар листа Волстрит џурнал Џон Кериру је у октобру 2015. објавио истраживање о преварама са крвним претрагама које су вршене помоћу уређаја Едисон. Наредне године, након нових истрага и инспекција америчких федералних органа, Теранос је признао да су са уређајем Едисон обављали само 12 од укупно 200 претрага које су нудили, а да су остатак претрага обављале друге компаније за њих традиционалним методама. Компанија је послала исправљене налазе за оне претраге које су обављане помоћу њеног уређаја.
Елизабет Холмс је у марту 2018. склопила нагодбу по оптужбама за превару инвеститора. Услов нагодбе је био да се одрекне учешћа у доношењу одлука у компанији. Осим тога, кажњена је са десетогодишњом забраном да обавља руководећу функцију у компанијама на берзи и са 500.000 долара. Тренутно се против ње води и кривични поступак који је иницирало правобранилаштво у Сан Франциску.